# اینا اولسن
اینا اولسن (دانمارکی: Einar Olsen; ۱۱ مارس ۱۸۹۳ – ۳ ژوئن ۱۹۴۹) ژیمناست هنری اهل دانمارک بود.